# Boela
Boela est un village du Cameroun situé dans le département du Haut-Nyong et la région de l'Est.
Il fait partie de la commune de Nguelemendouka.

## Population
Lors du recensement de 2005, Boela comptait 250 habitants.
Selon le Plan Communal de Développement de Nguelemendouka (2012), la population locale était de 320 personnes.

## Développement
Selon le Plan Communal de Développement de Nguelemendouka (2012), plusieurs mesures ont été envisagées pour le développement de Boela.
1. Réhabilitation d'un point d’eau et d'une station scanwater de Boela
2. Extension du réseau électrique